# رايموند إيفانز
رايموند إيفانز (بالإنجليزية: Raymond Evans)‏ هو ضابط أمريكي، ولد في عقد 1912 في سياتل في الولايات المتحدة، وتوفي في 2013.